# سيموني لوريا
سيموني لوريا (بالإيطالية: Simone Loria)‏ (28 أكتوبر 1976 بتورينو في إيطاليا - ) هو لاعب كرة قدم إيطالي في مركز الدفاع. لعب مع أتالانتا ونادي بولونيا ونادي تورينو ونادي روما ونادي سيينا ونادي كالياري ونادي ليتشي ونادي ليكو ويوفنتوس وأولبيا كالسيو 1905 وASD Battipagliese ‏ وإيه جي نوسرينا 1910 ‏ وAC Cuneo 1905 ‏.

## وصلات خارجية
- سيموني لوريا على موقع الاتحاد الأوربي (الإنجليزية)
- سيموني لوريا على موقع قاعدة بيانات كرة القدم.إي يو (الإنجليزية)
- سيموني لوريا على موقع Soccerway.com (الإنجليزية)
- سيموني لوريا على موقع عالم كرة القدم.نت (الإنجليزية)